# Język pieczyński
Język pieczyński (Peçenek) – wymarły język, używany przez turkijskie plemię Pieczyngów na terenie współczesnej Ukrainy i południowo-zachodniej Rosji we wczesnym średniowieczu. Zachowały się nieliczne toponimy i nazwy własne w źródłach bizantyjskich, węgierskich i słowiańskich.
Należał najprawdopodobniej do oguzyjskiej gałęzi języków turkijskich, jednak ubóstwo materiału językowego oraz brak współczesnego potomka uniemożliwiają dokładniejszą i pewną klasyfikację.
Na podstawie niebezpośrednich przekazów (twierdzenie Mahmuda al-Kaszgariego i Raszidoddina o przynależności Pieczyngów do plemiennego związku Oguzów) i pojedynczych wzmianek, zazwyczaj zalicza się do oguzyjskich, proponując nawet, że częściowo dał początek gagauskiemu (chociaż bezpośrednim potomkiem pieczyńskiego gagauski nie jest). Tymczasem niektórzy uważają Pieczyngów za część kipczackiego związku plemiennego, a język ich zaliczają do kipczackich.